# Kaurna
 (octobre 2016).
Si vous disposez d'ouvrages ou d'articles de référence ou si vous connaissez des sites web de qualité traitant du thème abordé ici, merci de compléter l'article en donnant les références utiles à sa vérifiabilité et en les liant à la section « Notes et références ».

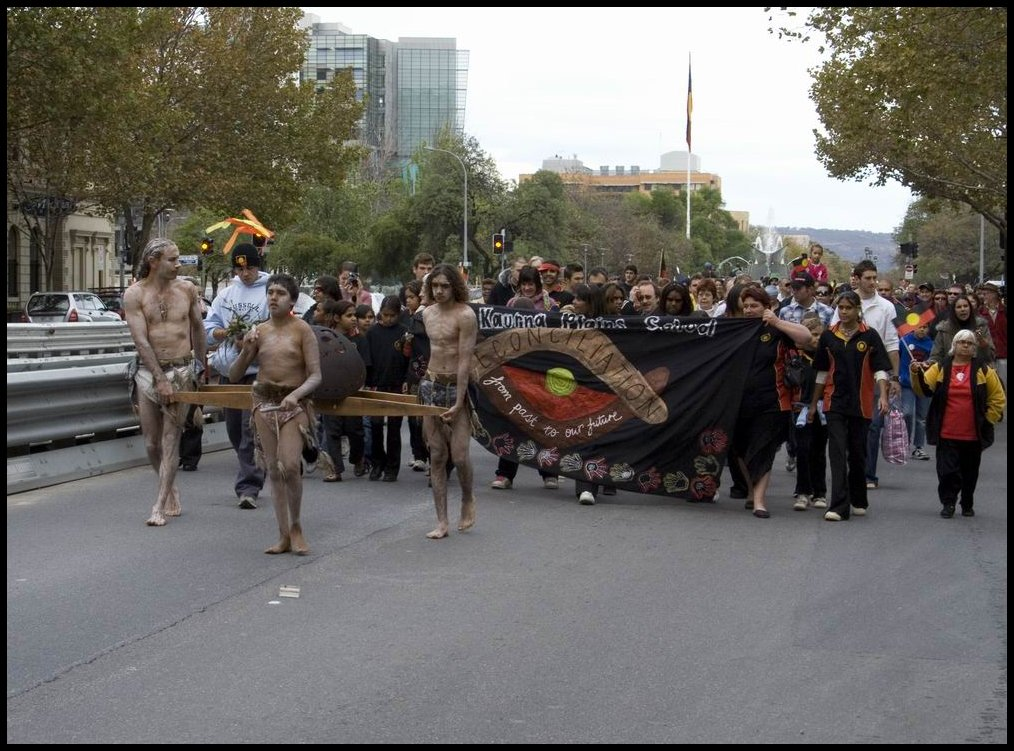
Rassemblement de Kaurnas lors d'une marche pour la réconciliation à Adélaïde en 2007.

Le peuple Kaurna est un peuple d'Aborigènes d'Australie dont le territoire se trouvait dans et autour des Adelaide Plains en Australie-Méridionale. Les Kaurnas parlaient la langue kaurna. 

## Territoires
Les Kaurnas habitaient la région de l'Australie-Méridionale allant de Cape Jervis au sud de la péninsule Fleurieu à Port Wakefield sur la rive orientale du golfe Saint-Vincent et dans le nord, jusqu'à Crystal Brook dans le Mid North. Leur territoire était bordé par ceux des Peramangk et Ngadjuris à l'est, les Nukunu au nord et les Narunggas à l'ouest.
Des tribus vivaient également à Snowtown, Blyth, Hoyleton, Hamley Bridge, Clarendon, Gawler et Myponga, où ils étaient parfois connus sous le nom de Nantuwara. Le Jultiwira (forêts de stringybarks) de la chaîne du Mont-Lofty formait une frontière. Entre Hamley et Crystal Brook, ils étaient connus sous le nom de Padnaindis. On sait peu de choses de l'utilisation des Adelaide Plains par les Kaurnas, mais la région servait de zone de chasse et de cueillette. En 1836, lors de la première arrivée des colons européens, des incendies ont été observés le long de la côte. Ces incendies étaient allumés par les Kaurnas pour favoriser la croissance d'une herbe nouvelle pour attirer émeus et kangourous.

## Peuple et culture
Le mode de vie traditionnel des Kaurnas a été détruit dans les vingt ans qui ont suivi l'arrivée des colons européens, avec la dernière survivante Kaurna de pure souche, appelée Ivaritji, décédée en 1931. La population Kaurna avait été gravement décimée avant 1836, avec la propagation de la variole dans l'est du pays. La population a de nouveau fortement diminué lors de l'arrivée des colons européens en 1836 à Holdfast Bay (maintenant Glenelg), passant d'environ 1000 membres avant la colonisation à 180 en 1856. La région a été considérée comme terra nullius par la promulgation de la loi sur l'Australie-Méridionale le 14 août 1834 par le Parlement britannique. 

## Pangkarra et yerta
Les Kaurnas vivaient dans des structures familiales indépendantes sur des territoires bien définis appelés pangkarras. Les Pangkarras avaient toujours un accès à la côte et s'enfonçaient profondément à l'intérieur des terres. Le littoral était essentiel pour la récolte d'animaux de mer alors que l'intérieur du territoire assurait la protection de la population au cours de la mauvaise saison. Les pangkarras étaient ensuite regroupés en sous-groupes appelés yertas. Tous les membres de la même yerta étaient proches parents. Le mariage entre un homme et une femme de la même yerta était interdit. Les Kaurnas effectuaient la circoncision comme rite initiatique et étaient le peuple le plus au sud à la pratiquer.

## Autres noms
Les Kaurnas sont également connus sous d'autres noms: Kaura (coquille), Coorna, Koornawarra, Nantuwara (pour une yerta du Nord ("Ceux qui parlent Kanagaroo"), Nantuwaru, Nganawara, Meljurna ou Meyukattanna (pour une yerta du nord ("hommes querelleurs") comme les nommaient les yertas du Sud).